# Entrambasaguas
Entrambasaguas (Tramasauguas en cántabre) és un municipi de la Comunitat Autònoma de Cantàbria, situat en la comarca de Trasmiera. Limita al nord amb els municipis de Marina de Cudeyo i Ribamontán al Monte, a l'oest amb Medio Cudeyo i Riotuerto, al sud amb Ruesga i a l'est amb Solórzano.

## Localitats
- El Bosque.
- Entrambasaguas (Capital). Tramasauguas
- Hornedo. Jornéu
- Hoznayo. Uznayu
- Navajeda.
- Puente Agüero. Puenti Agüeru
- Santa Marina.

## Demografia
| 1900  | 1910  | 1920  | 1930  | 1940  | 1950  | 1960  | 1970  | 1980  | 1990  | 2000  | 2007  |
| ----- | ----- | ----- | ----- | ----- | ----- | ----- | ----- | ----- | ----- | ----- | ----- |
| 2.236 | 2.299 | 2.463 | 2.562 | 2.695 | 2.732 | 2.755 | 2.542 | 2.629 | 2.664 | 2.473 | 3.120 |

Font: INE

## Administració
| Eleccions municipals, 25 de maig de 2003 |      |        |          |
| Partit                                   | Vots | %      | Regidors |
| PP                                       | 824  | 44,93% | 6        |
| PSOE                                     | 411  | 22,41% | 2        |
| PRC                                      | 340  | 18,54% | 2        |
| AVC                                      | 143  | 7,80%  | 1        |

| Eleccions municipals, 27 de maig de 2007 |      |        |          |
| Partit                                   | Vots | %      | Regidors |
| PP                                       | 1323 | 61,53% | 7        |
| PRC                                      | 371  | 17,26% | 2        |
| PSOE                                     | 224  | 10,42% | 1        |
| AVC                                      | 200  | 9,30%  | 1        |